# Partito della Libertà di Corea
Il Partito della Libertà di Corea (in coreano: 자유한국당, Jayuhankukdang) è stato un partito politico sudcoreano. Inizialmente tra il centro-destra e destra, si è successivamente spostato verso l'estrema destra.
Fondato nel 1997 col nome di Partito Hannara (한나라당, Grande Partito Nazionale), nel 2012 fu ribattezzato in Partito Saenuri (새누리당, Partito del Nuovo Mondo), venendo infine ridenominato nel 2017.
Si affermò in seguito alla confluenza di due distinti soggetti politici:
- il Partito della Nuova Corea, fondato nel 1990 e designato fino al 1995 con la denominazione di Partito Democratico Liberale;
- il Partito Democratico Unito, nato nel 1995.

Nel 2020 è confluito, insieme al Nuovo Partito Conservatore e ad altre formazioni minori, in un nuovo soggetto politico, il Partito Unito del Futuro.

## Risultati elettorali
| Elezione          | Voti      | %     | Seggi     |
| ----------------- | --------- | ----- | --------- |
| Parlamentari 2000 | 7.365.359 | 38,96 | 133 / 273 |
| Parlamentari 2004 | 7.613.660 | 35,77 | 121 / 299 |
| Parlamentari 2008 | 6.421.727 | 37,48 | 153 / 300 |
| Parlamentari 2012 | 9.130.651 | 42,80 | 152 / 300 |
| Parlamentari 2016 | 7.960.272 | 33,50 | 122 / 300 |